# Diphyus castaniventris
Diphyus castaniventris är en stekelart som först beskrevs av Heinrich Habermehl 1920.
Diphyus castaniventris ingår i släktet Diphyus och familjen brokparasitsteklar. Inga underarter finns listade i Catalogue of Life.